# فرنچ ستلمنت (لوئیزیانا)
فرنچ ستلمنت (به انگلیسی: French Settlement) شهری در ایالت لوئیزیانا کشور ایالات متحده آمریکا است که جمعیت آن در سرشماری سال ۲۰۱۰ میلادی، ۱٬۱۱۶ نفر بوده‌است.